# Confederação do Desporto de Portugal
Die Confederação do Desporto de Portugal (CDP) ist der Sport-Dachverband in Portugal. In ihm sind die Dachverbände der einzelnen Sportarten organisiert. Die CDP hat ihren Sitz in Algés, einer Gemeinde im Kreis Oeiras, nahe der Hauptstadt Lissabon.

## Geschichte
Die CDP wurde am 13. Januar 1990 durch eine Vielzahl portugiesischer Sportverbände gegründet, in Folge des Gesetzes Nr. 1/90, der Lei de Bases do Sistema Desportivo (port. für: Gesetz über die Grundlagen des Sportsystems). Das Gesetz löste die bisherige gesetzliche Grundlage ab, die eine weisungsgebundene Beziehung der Sportverbände zu den regulierenden staatlichen Organen vorsah. Fortan war die CDP der Dachverband der Sportverbände, der eine auf Vereinbarungen basierenden Partnerschaft zwischen staatlicher Seite und den Dachverbänden ermöglichte, wie es der Gesetzgeber vorsah. Dies geschah nach dem Vorbild anderer europäischer Dachverbände, im deutschsprachigen Raum etwa der ehemalige Deutsche Sportbund (DSB) oder die österreichische Bundes-Sportorganisation (BSO).
Am 26. Januar 1993 wurde der erste Vorstand der ‘’Aliança do Desporto Federado’’ (port. Für: Allianz der Sportverbände) gewählt. Mit Eintragung vom 10. August 1993 änderte der Verband seine Bezeichnung auf den heutigen Namen.
Seit 1997 werden die Vorstände der CDP für eine Wahlperiode von vier Jahren gewählt. 2009 erhielt die CDP den neugeschaffenen gemeinnützigen Status (utilidade pública). Im November 2011 verlieh die Regierung der Republik Portugal der CDP die Medaille für Verdienste um den Sport (Medalha de Bons Serviços Desportivos).

## Organisation

### Aufgabe
Die CDP ist der Dachverband der Sportverbände aller Sportarten und Sportbereiche, darunter Breitensport, Behindertensport, Leistungssport, Hochschulsport, Arbeitersport, Schulsport, Extremsport, u. a.
Die Aufgabe der CDP ist die Vertretung der Interessen des Sports gegenüber staatlichen Stellen, und die Vermittlung der staatlichen Anforderungen an die Entwicklung des Sports in Portugal. Sie ist zudem die offizielle Stelle für die Anti-Doping-Regulierung in Portugal, und also solche u. a. auch Vertretung der Welt-Anti-Doping-Agentur.

### Struktur
Präsident der CDP-Direktion ist Carlos Alberto Graça de Paula Cardoso (Stand September 2015). Die CDP besteht organisatorisch aus insgesamt vier Organen:
- Direcção (Direktion), siebenköpfig
- Assembleia Geral (Generalversammlung), dreiköpfiger Vorstand
- Conselho Fiscal (Kontrollrat), fünfköpfig
- Conselho Jurídico (Juristischer Rat), fünfköpfig

Die CDP gliedert ihre Aufgaben in sechs Unterorganisationen:
- Conselho Nacional do Desporto (Nationaler Sportrat), Vorsitz: Carlos Paula Cardoso
- Conselho de Administradores da Fundação do Desporto (Rat der Verwalter der staatlichen Sportstiftung Fundação do Desporto ), Vorsitz: Carlos Paula Cardoso
- Conselho de Fundadores da Fundação do Desporto (Rat der Gründungsmitglieder der staatlichen Sportstiftung), Vizepräsident: Ilídio Trindade
- Conselho Consultivo da Fundação do Desporto (Beirat der staatlichen Sportstiftung), Vorsitz: Mário Teixeira
- Conselho Consultivo IPDJ (Beirat des staatlichen Sportinstituts IPDJ), Vorsitz: Duarte Lopes
- Autoridade Antidopagem de Portugal (offizielles Antidoping-Organ Portugals), Vorsitz: Maria do Céu Machado

Die CDP ist eine private, gemeinnützige Einrichtung und keine staatliche Stelle. Sie ist juristisch ein Sportverband.

### Internationale Einbindung
Die CDP ist Mitglied u. a. der European Non-Governamental Sports Organization (ENGSO) und des European Fair Play Movement (EFPM).
Sie ist zudem mit dem Internationalen Verband für Weltspiele (IWGA), der die World Games organisiert, und den Spielen der Gemeinschaft der Portugiesischsprachigen Länder, den Jogos CPLP verbunden.

### Nationale Mitgliedsverbände
70 nationale Sportverbände sind Mitglied der CDP:

Der portugiesische Fußballverband, einer der bedeutendsten Sportverbände in der CDP

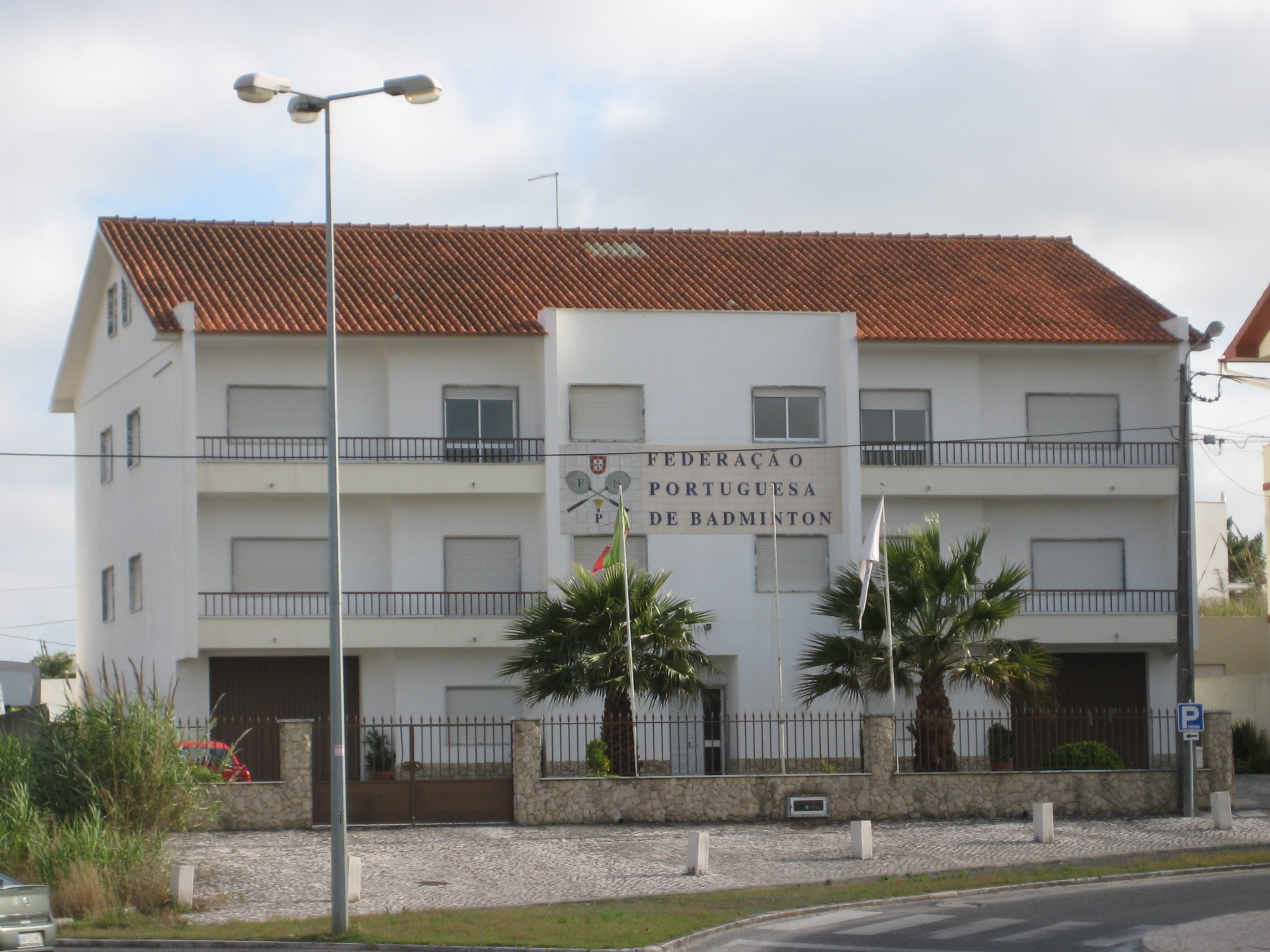
Der Sitz des portugiesischen Badmintonverbandes

Logo des portugiesischen Radsportverbandes

- Confederação Portuguesa das Colectividades de Cultura, Recreio e Desporto (Dachverband der Kultur-, Freizeit- und Sportvereine)
- Federação de Andebol de Portugal (Handball)
- Federação Académica de Desporto Universitário (Hochschulsport)
- Federação Portuguesa de Futebol (Fußball)
- Federação de Campismo e Montanhismo de Portugal (Camping, Wandern und Bergsteigen)
- Federação de Ginástica de Portugal (Turnen)
- Federação de Patinagem de Portugal (Rollschuhsport)
- Federação de Triatlo de Portugal (Triathlon)
- Federação dos Aqueiros e Besteiros de Portugal (Sportschießen)
- Federação Equestre Portuguesa (Reitsport)
- Federação Nacional de Karaté - Portugal (Karate)
- Federação de Motociclismo de Portugal (Motorradsport)
- Federação Portuguesa de Actividades Subaquáticas (Sporttauchen und andere Unterwassersportarten)
- Federação Portuguesa de Aeromodelismo (Modellfliegen)
- Federação Portuguesa de Aeronáutica (Luftsport)
- Federação Portuguesa de Aikido (Aikidō)
- Federação Portuguesa de Artes Marciais Chinesas (Chinesische Kampfkünste)
- Federação Portuguesa de Atletismo (Leichtathletik)
- Federação Portuguesa de Automobilismo e Karting (Automobilsport und Kartsport)
- Federação Portuguesa de Badminton (Badminton)
- Federação Portuguesa de Basebol e Softbol (Baseball und Softball)
- Federação Portuguesa de Bilhar (Billard)
- Federação Portuguesa de Boxe (Boxen)
- Federação Portuguesa de Bridge (Bridge)
- Federação Portuguesa de Budo (Budō)
- Federação Portuguesa de Canoagem (Kanusport)
- Federação Portuguesa de Ciclismo (Radsport)
- Federação Portuguesa de Columbofilia (Brieftaubensport)
- Federação Portuguesa de Corfebol (Korfball)
- Federação Portuguesa de Cricket (Cricket)
- Federação Portuguesa de Damas (Dame)
- Federação Portuguesa de Dança Desportiva (Tanzsport)
- Federação Portuguesa de Desporto para Pessoas com Deficiência (Behindertensport)
- Federação Portuguesa de Esgrima (Fechten)
- Federação de Desportos de Inverno de Portugal (Wintersport)
- Federação Portuguesa de Filatelia (Philatelie)
- Federação Portuguesa de Golfe (Golfsport)
- Federação Portuguesa de Halterofilismo (Gewichtheben)
- Federação Portuguesa de Hapkido (Hapkido)
- Federação Portuguesa de Hóquei (Hockey)
- Federação Portuguesa de Hovercraft (Luftkissenfahrzeugsport)

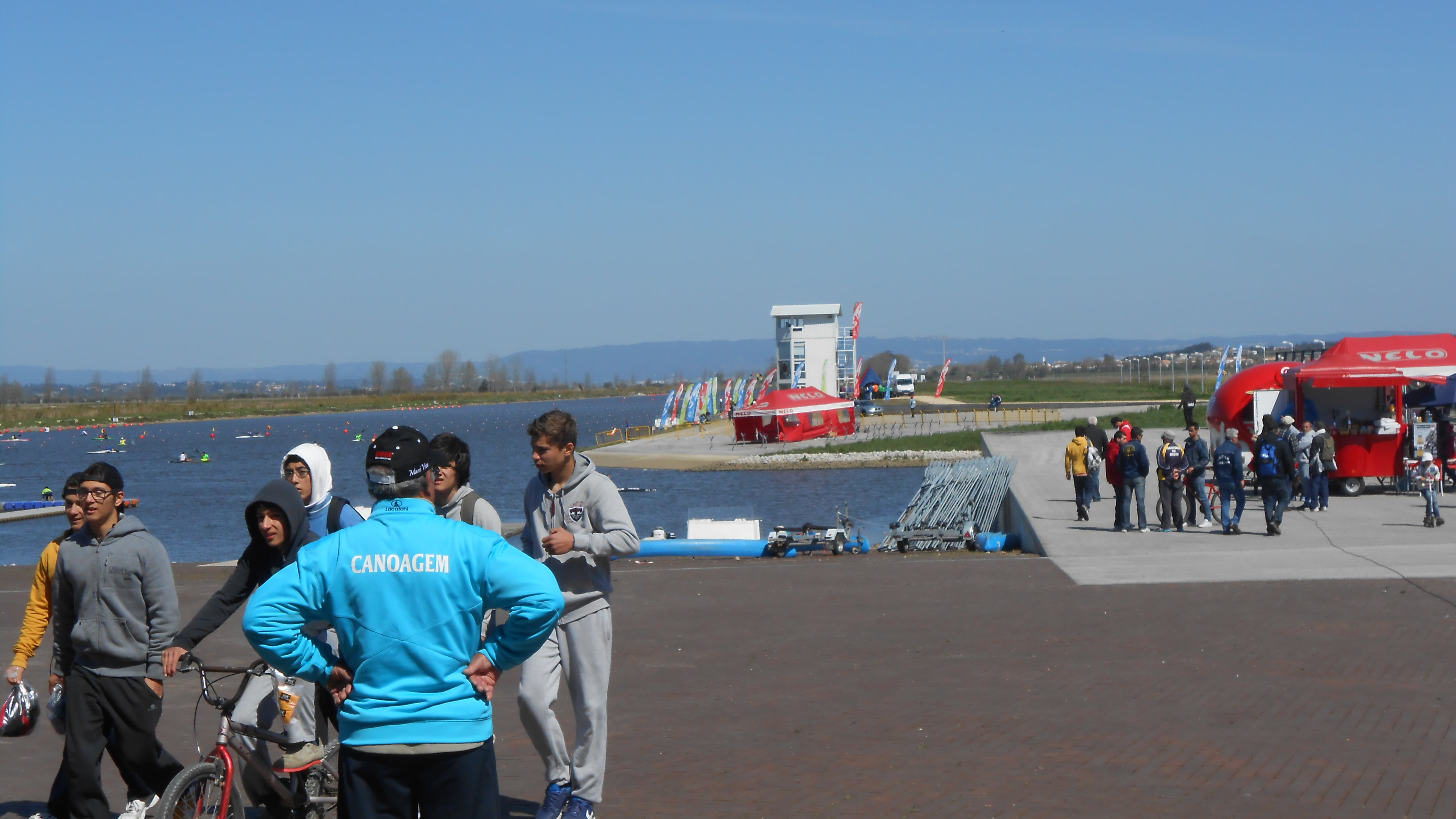
Am Leistungszentrum (CAR) des portugiesischen Ruderverbands

- Federação Portuguesa de Jet-Ski (Jet-Ski)
- Federação Portuguesa de Judo (Judo)
- Federação Portuguesa de Kickboxing e Muay Thai (Kickboxen und Muay Thai)
- Federação Portuguesa de Lutas Amadoras (Ringen)
- Federação Portuguesa de Minigolfe (Minigolf)
- Federação Portuguesa de Motonáutica (Motorbootsport)
- Federação Portuguesa de Mushing (Schlittenhunderennen und anderer Hundesport)
- Federação Portuguesa de Orientação (Orientierungslauf)

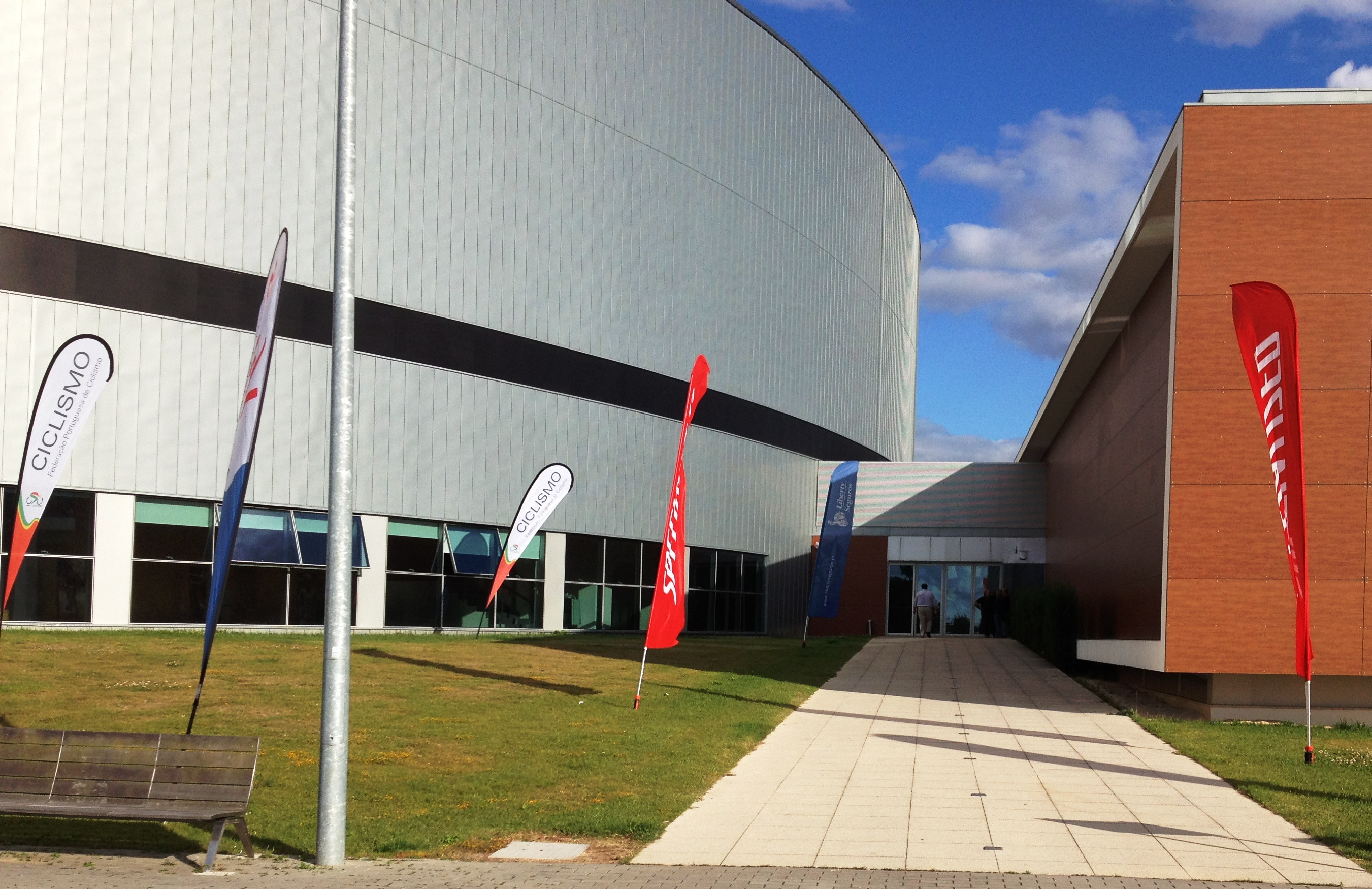
Das Velódromo Nacional, Leistungszentrum vier verschiedener Sportverbände

- Federação Portuguesa de Pankration Athlima (Pankration)
- Federação Portuguesa de Paraquedismo (Fallschirmspringen)
- Federação Portuguesa de Pentatlo Moderno (Moderner Fünfkampf)

- Federação Portuguesa de Pesca Desportiva (Sportangeln)
- Federação Portuguesa de Pesca Desportiva de Alto Mar (Hochseeangeln)
- Federação Portuguesa de Pétanca (Pétanque)
- Federação Portuguesa de Remo (Rudern)
- Federação Portuguesa de Rugby (Rugby)
- Federação Portuguesa de Ski Náutico (Wasserski)
- Federação Portuguesa de Sumo (Sumoringen)
- Federação Portuguesa de Surf (Surfen)
- Federação Portuguesa de Taekwondo (Taekwondo)
- Federação Portuguesa de Ténis (Tennis)
- Federação Portuguesa de Ténis de Mesa (Tischtennis)
- Federação Portuguesa de Tiro (Schießsport)
- Federação Portuguesa de Tiro com Arco (Bogenschießen)
- Federação Portuguesa de Tiro com Armas de Caça (Jagschießen)
- Federação Portuguesa de Todo-o-Terreno Turístico (Allrad-Touren)
- Federação Portuguesa de Vela (Segelsport)
- Federação Portuguesa de Voo Livre (Gleitsegeln)
- Federação Portuguesa de Xadrez (Schach)